# 毒姫
『毒姫』（どくひめ）は、三原ミツカズによる日本の漫画作品。『ネムキ』（朝日ソノラマ）にて2002年11月号から2012年11月号まで連載された。単行本は全5巻。また、続編及び番外編である『毒姫の棺』（どくひめのひつぎ）が『nemuki+』（朝日新聞出版）にて2017年5月号から2020年11月号まで連載され、単行本が上下巻で発行されている。

## あらすじ
赤子の頃から少量の毒を摂取し続けることにより全身の体液が猛毒となった少女達「毒姫」。小国ミトラガイナは「毒姫」を生み出しては敵国に寵姫として送りこみ、要人を毒殺することで自国の繁栄を保っていた。毒姫のひとりリコリスも大国グランドルに送られるが、国王の毒殺に失敗して囚われてしまう。捕虜として生かされることになったリコリスは、グランドルの三つ子の王子ハル・マオ・カイトの秘密を知り、国同士の混乱に巻き込まれていくことになる。

## 登場人物

### 主要人物
リコリス・ラディアータ=カンタレラ
主人公。火事の焼け跡でカンタレラ家に拾われ、毒姫として育てられた。その名の通り彼岸花のような赤毛が特徴。毒に対する耐性は高くなく、器量も良くないため毒姫の中ではみそっかす扱いだったが、生への執着から毒姫になる試練に耐え抜いた。毒姫として先輩にあたるベラドンナに憧れと尊敬の念を抱いており、ベラドンナの遺品である十字架のネックレスを身に着けている。国王暗殺の任務を受けグランドルに送られるが、失敗し捕虜の身となった。
ハル・トリアゾラム=グランドル
グランドルの第一王子。生真面目な性格で『優秀な王子』として国民や臣下から強く期待されており、国王の影武者も務める。毒姫であるリコリスに対しては冷徹に振舞っていたが、懸命に生きようとする彼女の姿に努力を重ねてきた自身の子供時代を重ね、徐々に想いを寄せるようになる。
マオ・エフェドラ=グランドル
グランドルの第二王子。一見軽い言動が多く、リコリスに対してもからかうような態度が目立つ。計算高い性格で金勘定と商売事に目聡い。次期国王であるハルを献身的に補佐し、毒味役を務めている。カイトの中の狂気に気付いており、疎ましく思っている。
カイト・ユビデカレノン=グランドル
グランドルの第三王子。三つ子でありながら兄二人より外見が幼く、普段の言動もぼんやりしているため、王子としてはあまり期待されていない。だが内には父王ゆずりの狂気と頭脳が見え隠れしている。ミトラガイナからグランドルに向かう途中のリコリスと偶然出会い、惹かれ合っていく。

### ミトラガイナ
小国ながら毒や薬の扱いに長け、その交易で栄えている女系国家。一般人にはただの伝説と思われている『毒姫』は、実はミトラガイナ最高の商品であり兵器でもある。作中で「毒姫には花の名前をつけるのがならわし」と説明されている他、毒姫以外の登場人物も植物の名をもつものが多い。
ダチュラ・メテル=ミトラガイナ
ミトラガイナの女王。自らの美貌に絶対的な自信を持つ。高慢な性格でプライドが高く、国王会議で自身に媚びる態度を見せなかったイカルスに並々ならぬ執着心を抱いている。毒と毒姫を駆使して他国を陥れる謀略家。
マンドレーク
毒姫を生み出すカンタレラ家を統べる老婆。方々から女の赤子を手に入れては毒姫として育て上げ、女王に献上している。冷酷で利益のためなら手段を選ばない性格で、毒姫たちからは「婆様」と呼ばれ敬われると同時に恐れられている。自身も元毒姫。
アトローパ・ベラドンナ=カンタレラ
毒姫の一人で、リコリスの姉貴分。鉄面皮とも言われるほどの冷静な性格だが根は優しく、毒への耐性が弱いリコリスの面倒をよく見ていた。物語の前日譚にあたる第1話で隣国カラバッシュに寵姫として送り込まれ暗殺に成功するも逃亡。柘榴によって捕えられ、裏切り者を処分するよう強要されたリコリスの手で火刑に処せられた。
アセビ
「鬼食い」と呼ばれる女王の毒味係の奴隷少年。ベラドンナに想いを寄せており、ベラドンナを追ってカラバッシュに潜入するが捕えられて殺された。
柘榴（ざくろ）/イリス・クリソグラフェス=カンタレラ、アネモネ・コロナリア=カンタレラ
用済みの毒姫を始末する「同族狩り」の二人組。元はイリスとアネモネという双子の毒姫だったが、アネモネが不慮の事故で左目を失ったことで毒姫としての価値を失う。共に生きるため右目を潰したイリスと二人で同族狩りになる道を選んだ。
ロベリア
毒姫の一人で、リコリスの妹分。一人前の毒姫になるための最初の儀式をすませたばかりの少女で、天真爛漫な性格。
アデニウム
『毒姫の棺』のみに登場する過去の毒姫の一人。用済みと見做され石榴によって殺された。
ネリネ・ダイヤモンド・リリィ=カンタレラ
エピローグ及び『毒姫の棺』に登場。毒の抜けた毒姫で、『最後の毒姫』を自称する。

### グランドル
豊富な水資源を有する大国。旧王族時代は水源を独占することにより国内外に圧政を強いていた。クーデターにより現国王が政権を握ってからは水源を解放し、国民の生活も改善している。登場人物には実在の薬物に由来する名前が多い。
イカルス・テガフール=グランドル
グランドルの現国王。ハル・マオ・カイトの父親。元は旧王家付きの親衛隊長で前国王に対してクーデターを起こし、王に成り上がった。その善政と人柄によって絶大な支持を得ているが、内心では民も臣下も息子達も自分自身のことすらもゲームの駒のように考えている節がある。
シッカ・ロール
グランドル王城付きの侍女。グランドルにやって来たリコリスの世話係となる。かつては『沓違えの子供』と呼ばれる戦災孤児で、かっぱらいをして生計を立てていたが、イカルス王に拾われ城に上がった。リコリスに懐き甲斐甲斐しく面倒を見るが、毒姫であるリコリスの側にいる事によって次第に体調を崩していく。
エシドラ
国王の側近の老人。元は旧王家に仕える身であり、クーデターの際にイカルスに寝返ったことから旧国王派からは「裏切り者」と呼ばれている。
ガーレ・ドナウ=グランドル
前国王の長男。強度の近視で眼鏡を掛けている。両親を殺害したイカルスとその息子達を激しく憎んでいる。高慢で冷酷な性格だが、妹のリーゼの事だけは大切にしている。イカルスを陥れて正当な王家の血を引く自分が王になろうと画策する。
リーゼ
前国王の娘でガーレの妹。聴覚障害を持ち、話すことも出来ないため、周囲とのコミュニケーションは掌を使った読唇術に頼っている。ガーレによって外界から隔絶されて過ごしているため、非常に無垢な性格。
ベガ
ガーレの側近の青年。エシドラの孫で、ガーレへの忠誠心は非常に高い。長年リーゼに思いを寄せている。
占い婆
旧王家付きの占い師。水晶占いで未来を予知する。三つ子の王子の誕生に際し「王には『優秀な子』『守る子』『無能な子』が生まれる。その中の忌み子が国を滅ぼす」と予言した。
ベネシッド
グランドルの外れに住む変わり者の研究者。幼いころ目にした本物の毒姫に魅せられ、自力で毒姫を作ろうと狂気的な研究を続けていた。ランタナの毒により死亡。
ランタナ
ベネシッドの娘。ベネシッドによって毒姫にされたが、本物の毒姫には遠く及ばぬやつれた風貌で、強制的に開眼させられていなければ起きていることすらできない。
ペーター
エピローグ及び『毒姫の棺』に登場。グランドルに亡命したネリネの幼馴染となった少年。
ロゼレム
『毒姫の棺』に登場。イカルスに偶然選ばれ王妃となった粉引き屋の娘で、ハル・マオ・カイトの母親。当初の夫婦関係は良好だったが、イカルスの常軌を逸した本質を感じ取ったことで彼を恐れていくようになる。三つ子の出産により死亡。
アレジオ・エピナスチ
『毒姫の棺』に登場。ハルの新しい毒味係の少女。

### イスキア
グランドル西方にある砂漠の国。イカルスによってグランドルから水路が引かれており、両国は友好関係にある。歴史上の北米先住民の名からとられたと思われる名前が多い。
イスキア王
人情に篤く実直な王。国王会議においてイカルスを嵌めるダチュラの策略にただ一人便乗しなかった。その経緯からイカルスとは朋友同士の間柄。
ハオマ・ソーマ=イスキア
イスキア王の息子。年齢は若いが父王同様に聡明な人格者で、民や子供達から慕われている。父王と違い、グランドルを心からは信用していない。
ウォヴォカ・イヨタケ=タタンカ
ハオマの側近の青年。武芸に秀でており、ハオマの右腕として働く。
タタンカ
シャーマンの老人。ウォヴォカの血縁と思われる。王位継承の儀に際し、ハオマの父に助言を行う。
マピヤ・ルタ
ハオマを慕う盲目の少女。

## 書誌情報
- 三原ミツカズ『毒姫』朝日ソノラマ〈眠れぬ夜の奇妙な話コミックス〉[注釈 5]、全5巻
  1. 2004年6月22日発売、ISBN 4257905042
  2. 2007年12月発売、ISBN 978-4022130518
  3. 2008年3月7日発売、ISBN 978-4022131133
  4. 2009年8月7日発売、ISBN 978-4022131355
  5. 2013年6月7日発売[4]、ISBN 978-4022141217

- 三原ミツカズ『毒姫 愛蔵版』朝日新聞出版〈Nemuki+コミックス〉、全2巻（上下巻）
  1. 2021年3月22日発売[5]、ISBN 978-4022143228
  2. 2021年3月22日発売[6]、ISBN 978-4022143235

- 三原ミツカズ『毒姫の棺』朝日新聞出版〈Nemuki+コミックス〉、全2巻（上下巻）
  1. 上巻 2020年6月19日発売[7]、ISBN 978-4022142948
  2. 下巻 2021年3月22日発売[8]、ISBN 978-4022143143